# おしえてア・ゲ・ル
『おしえてア・ゲ・ル』は、1990年代から2000年代前半にTBSで放送されたミニ番組。内容は同局主催・後援のイベントなどの告知が多く、主に深夜の放送終了直前に放送されていた（終了後ステブレなしでクロージング映像だった）。
- TBSは1987年秋から24時間放送を実施していたが、諸般の事情により1992年秋の改編で一時中止することになった（1998年ごろに再開）。そこでかつての『歌う天気予報』のような、一日に放送される最後の番組として『おしえてア・ゲ・ル』は誕生した。正式タイトルは『THE BACK STAGE おしえてア・ゲ・ル』である。タイトルのとおり「ア・ゲ・ル」はそれぞれ進行役が一字ずつ言っていた。
- ナビゲーターは初代は福島弓子（当時TBSアナウンサー・1996年春まで）で、その後は秋沢淳子や、木村郁美といった各アナウンサーが務めた。
- 1996年4月に赤坂BLITZ（初代）が開設された際には、姉妹番組のような位置づけで『BLITZ INDEX』が『おしえてア・ゲ・ル』の前に放送されるようになった。『BLITZ INDEX』については初代施設の閉鎖に伴う休止期間（2003年秋ごろから）をはさんで、2018年現在でも放送されている。

## パロディ企画
1995年にはJRN（TBSラジオ）系の深夜番組『ミッドナイト☆パーティー』で、中上千鶴の担当時間（月曜深夜2部）にオープニングのコーナーとして『千鶴のおしえてア・ゲ・ル』があり、そこでも「ア・ゲ・ル」は一字ずつ言っていた。内容はリスナーから女の子に関する質問を募集し、それに中上千鶴が回答するというコーナーだった（当時高校生だったため、それに相応しい質問に限られていた）。
TBSアナウンサーだった鈴木史朗もある番組の企画で「おしえてほ・し・い」をアナウンスしたことがある。このときは棒読みに近かった。